# Tricyphona (Tricyphona) macateei
Tricyphona (Tricyphona) macateei is een tweevleugelige uit de familie Pediciidae. De soort komt voor in het Nearctisch gebied.